# Federația Industriei Hoteliere din România
Federația Industriei Hoteliere din România (FIHR) este o organizație profesional - patronală națională, reprezentând și promovând interesele industriei hoteliere și restaurantelor din România, organizație non-profit și neguvernamentală. FIHR este afiliată la cele doua organizații internaționale de profil - IH&RA la nivel internațional si HOTREC la nivel european.
Fondată la 24 martie 1990 ca AHR / Asociația Hotelierilor din România, prima organizație profesională înființată în turismul românesc dupa Revoluție. Din 22 martie 1996, numele este schimbat în FIHR / Federația Industriei Hoteliere din România.